# Farkas György (építőmérnök)
Farkas György (Budapest, 1947. június 14.– ) magyar építőmérnök, egyetemi tanár.

## Élete
Diplomáját 1971-ben szerezte a Budapesti Műszaki Egyetem Építőmérnöki Karán, s attól kezdve – kisebb megszakításoktól eltekintve – az egyetem oktatója maradt, egészen nyugdíjazásáig. 1975-ben mérnöki matematikai szakmérnöki oklevelet, 1976-ban műszaki doktori címet szerzett.
Kandidátusi disszertációját 1994-ben védte meg, ezzel egyidejűleg PhD címet is szerzett. 1999-ben habilitált. 1997-től 2001-ig Széchenyi professzori ösztöndíjas volt, 2004-ben a Magyar Mérnökakadémia rendes tagjává választották.
1995-től a Vasbetonszerkezetek Tanszék, majd 2000 és 2010 között jogutódja, a Hidak és Szerkezetek Tanszék vezetője, 1997-től 2005-ig az Építőmérnöki Kar dékánja volt. 2005-ben a BME Szenátusának tagjává választották – e grémiumon belül a Gazdasági Bizottság elnöke is volt –, tisztségét 2016-ig töltötte be.
Pályafutása során széles körű nemzetközi kapcsolatokra és tapasztalatokra tett szert. 1991-ben munkatársai és a francia Freyssinet cég részvételével létrehozták a Pannon Freyssinet vállalatot, melynek hosszú ideig műszaki igazgatója volt.
Aktív szerepet vállalt a tartószerkezetek tervezése európai szabványrendszerének, az Eurocode-ok kidolgozásában, oktatásában, hazai bevezetésében, az angol nyelvű szabványok honosításában, a nemzeti mellékletek kialakításában.

## Kutatási területei
- Magasépítés
- Hídépítés
- Feszített szerkezetek
- Vasbeton építmények megerôsítése
- Vasbeton és feszített vasbeton szerkezetek modellezése
- Korszerű vasbeton építési anyagok és technológiák

## Oktatott tantárgyai
- Feszítési technológiák tervezése
- Hidak és infrastruktúra szerkezetek
- Magasépítési vasbetonszerkezetek
- Vasbeton hidak

## Elismerései
- Az Építőmérnöki Kar Hallgatókért díja (1996, 2005, 2016)
- A Közlekedéstudományi Egyesület irodalmi díja (2000)
- A Magyar Köztársasági Érdemrend Lovagkeresztje (2003)
- A BME Pro Juventute Universitatis díja (2005)
- A BME József Nádor Emlékérme (2007)